# ミハル・サジレク
ミハル・サジレク（Michal Sadílek、1999年5月31日 - ）は、チェコ・ウヘルスケー・フラジシュチェ出身の同国代表サッカー選手。FCスロヴァン・リベレツ所属。ポジションはミッドフィールダー。

## 経歴

### クラブ
チェコの1.FCスロヴァーツコの下部組織でキャリアを始めた。2015-16シーズンにPSVのユースにレンタルで加入し、翌シーズンからヨング・PSVに完全移籍した。2016年11月4日、ヘルモント・スポルト戦でプロデビューを果たした。2018年9月26日、KNVBカップのエクセルシオール・マースライス戦でトップチームデビュー。
2020年10月5日、FCスロヴァン・リベレツに1シーズンレンタルされた。

### 代表
2021年6月4日、イタリア代表との親善試合で代表初出場。